# Dick Jaspers

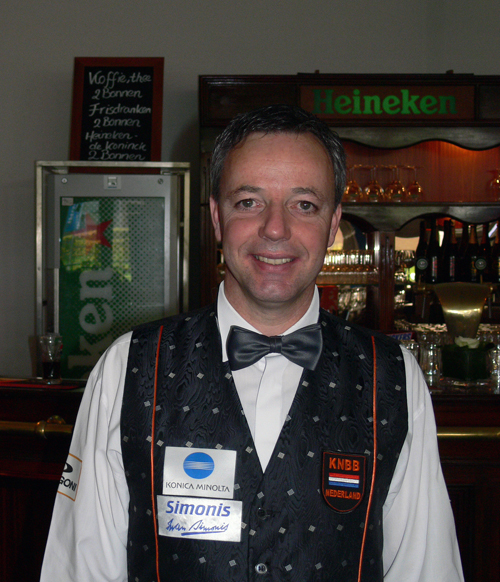
Dick Jaspers (2010)

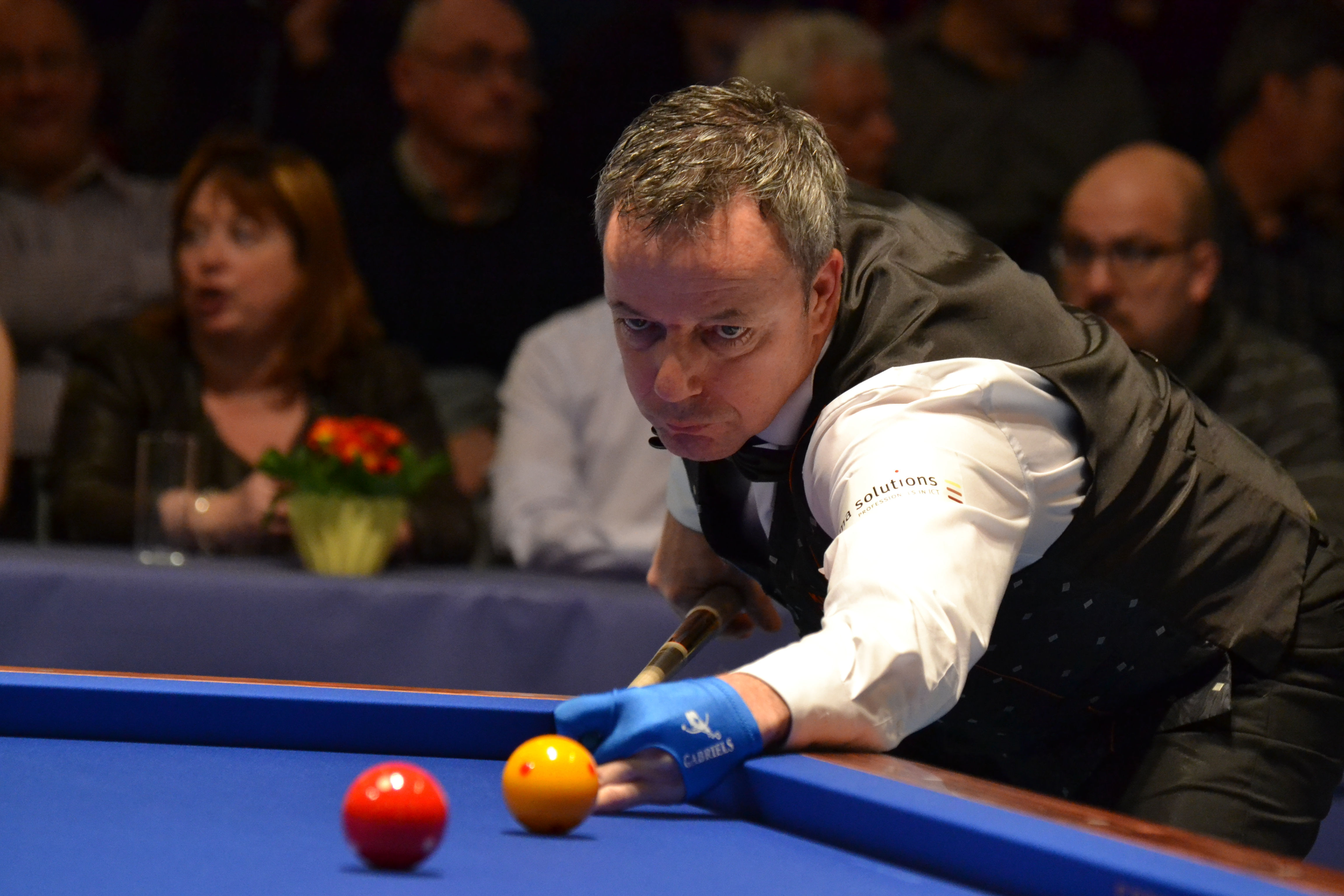
Dick Jaspers (WK landenteams 2016)

Dingeman Jacobus Johannes (Dick) Jaspers (St. Willebrord, 23 juli 1965) is een Nederlandse carambolebiljarter. Hij is gespecialiseerd in driebanden. Daarin werd hij op 11 december 2021 voor de vijfde keer in zijn carrière wereldkampioen, nadat hij dat in 2000, 2004, 2011 en 2018 ook al geworden was.

## Carrière
Jaspers werd in 1986 prof. Zijn eerste successen behaalde hij in 1988, toen hij derde werd op het Nederlands kampioenschap driebanden. Een jaar later won hij het Nederlands kampioenschap bandstoten en behaalde hij drie gouden plakken op het EK voor junioren. Sinds het einde van zijn juniorentijd speelt hij voornamelijk in het driebanden. Hij werd in die spelsoort in 1990 voor het eerst Nederlands kampioen en won in 1991 zijn eerste wereldbekertoernooi. In 2025 won Jaspers zijn drieëntwintigste Nederlandse titel driebanden.
Jaspers won in 2003, 2008, 2010 en 2011 het Europees kampioenschap driebanden, in 2000, 2004, 2011, 2018 en 2021 het wereldkampioenschap driebanden van de UMB en in 1997 en 1999 het kampioenschap van de Billiards World Cup Association. Hij won de wereldbeker driebanden in 1997, 1999 en 2008.
In 2007 verloor Jaspers de finale van de wereldbekerwedstrijd in Sluiskil van Torbjörn Blomdahl. Hij won in juni 2008 het Europees kampioenschap driebanden in Florange met in de finale tegen Torbjörn Blomdahl een moyenne van 5,625 (45 punten in 8 beurten) en daarna drie wereldbekertoernooien achter elkaar: in juni in Porto, eind augustus in Irapuato (beide keren door in de finale de Spanjaard Dani Sánchez te verslaan) en een maand later in Suwon. Op het wereldkampioenschap in oktober in St. Wendel werd hij in de achtste finale met 0-3 uitgeschakeld door Sánchez.
Jaspers won het wereldkampioenschap driebanden voor landenteams in 1998 en 1999 met Raimond Burgman. In 2016 won hij wederom, maar dit maal met Jean van Erp. Hij eindigde bij dat toernooi op de tweede plaats in 1993 (met Louis Havermans), 2000 (met Raimond Burgman), 2002 (met Anno de Kleine), 2005 (met Jean Paul de Bruijn) en 2008 (met Raimond Burgman). Hij eindigde op de derde plaats in 2003 (met Anno de Kleine), in 2006 en 2007 (beide keren met Raimond Burgman).
Sinds het seizoen 2012/13 speelt hij onder andere samen met de Deen Dion Nelin in de Duitse Bundesliga voor het 1.Billardclub Magdeburg 1950 e.V. en in de Nederlandse Eredivisie sinds seizoen 2015/16 voor HCR Prinsen uit Haarlo.
In 2019 werd Jaspers, op 53-jarige leeftijd, voor de twintigste maal Nederlands kampioen.
In december 2021 werd Jaspers, na het halen van zijn vijfde wereldtitel, gehuldigd door het NPO programma Even tot hier nadat zijn overwinning in de media werd ondergesneeuwd door het wereldkampioenschap van Max Verstappen in de Formule 1.

## Koninklijke onderscheiding
Jaspers werd in 2002 benoemd tot Officier in de Orde van Oranje-Nassau.

## Privé
Jaspers is de vader van tophandballer René Jaspers die onder meer bij E&O en Hurry-Up heeft gespeeld.